# Calospila gyges
Espèce
Calospila gyges est un insecte lépidoptère appartenant à la famille  des Riodinidae et au genre Calospila.

## Dénomination
Calospila gyges a été décrit par Hans Ferdinand Emil Julius Stichel en 1911 sous le nom de Polystichtis gyges.
Calospila gyges tavakiliani Brévignon et Gallard 1995 en Guyane.

### Noms vernaculaires
Il se nomme Gyges Metalmark en anglais.

## Description
Calospila gyges présente un dessus rouge avec aux antérieures un apex noir centré d'une tache bleue et une bordure noire alors que les postérieures sont rouge finement bordées de noir avec une ligne submarginale de points noirs. Le revers est beige orné de petites marques noires en lignes et d'une ligne submarginale d'ocelles noirs cerclés de clair.

## Écologie et distribution
Calospila gyges est présent en Amérique du Sud sous forme de deux isolats, l'un en Guyane et l'autre au Pérou.

### Biotope
Il réside dans la forêt tropicale.

### Protection
Pas de statut de protection particulier.